# العلاقات المارشالية النيبالية
العلاقات المارشالية النيبالية هي العلاقات الثنائية التي تجمع بين جزر مارشال ونيبال.

## مقارنة بين البلدين
هذه مقارنة عامة ومرجعية للدولتين:
| وجه المقارنة                                              | جزر مارشال                     | نيبال                             |
| --------------------------------------------------------- | ------------------------------ | --------------------------------- |
| المساحة (كم2)                                             | 181                            | 147.18 ألف                        |
| عدد السكان (نسمة)                                         | 53.13 ألف                      | 29.40 مليون                       |
| الكثافة السكانية (ن./كم²)                                 | 29.35 ألف                      | 199.76                            |
| العاصمة                                                   | ماجورو                         | كاتماندو                          |
| اللغة الرسمية                                             | لغة إنجليزية، اللغة المارشالية | اللغة النيبالية                   |
| العملة                                                    | دولار أمريكي                   | روبية نيبالية                     |
| الناتج المحلي الإجمالي (بليون دولار)                      | 199.40 مليون                   | 24.47 مليار                       |
| الناتج المحلي الإجمالي (تعادل القوة الشرائية) بليون دولار | 207.25 مليون                   | 70.20 مليار                       |
| الناتج المحلي الإجمالي الاسمي للفرد دولار أمريكي          | 3.38 ألف                       | 743                               |
| الناتج المحلي الإجمالي للفرد دولار أمريكي                 | 3.80 ألف                       | 2.37 ألف                          |
| مؤشر التنمية البشرية                                      |                                | 0.548                             |
| رمز المكالمات الدولي                                      | +692                           | +977                              |
| رمز الإنترنت                                              | .mh                            | .np                               |
| المنطقة الزمنية                                           | ت ع م+12:00                    | UTC+05:45، التوقيت الموحد لنيبال ‏ |

## منظمات دولية مشتركة
يشترك البلدان في عضوية مجموعة من المنظمات الدولية، منها:
| علم المنظمة | اسم المنظمة                   | تاريخ انضمام جزر مارشال | تاريخ انضمام نيبال |
| ----------- | ----------------------------- | ----------------------- | ------------------ |
|             | مؤسسة التنمية الدولية         | 19 يناير 1993           | 6 مارس 1963        |
|             | مؤسسة التمويل الدولية         | 23 سبتمبر 1992          | 7 يناير 1966       |
|             | منظمة حظر الأسلحة الكيميائية  | ?                       | ?                  |
|             | الأمم المتحدة                 | 17 سبتمبر 1991          | 14 ديسمبر 1955     |
|             | منظمة الشرطة الجنائية الدولية | ?                       | ?                  |
|             | البنك الدولي للإنشاء والتعمير | 21 مايو 1992            | 6 سبتمبر 1961      |
|             | بنك التنمية الآسيوي           | 1990                    | 1966               |
|             | يونسكو                        | 30 يونيو 1995           | 1 مايو 1953        |

## وصلات خارجية
- موقع وزارة الخارجية النيبالية